# Resuttana
Resuttana è la quarantatreesima unità di primo livello di Palermo.
È situata nella zona centro-settentrionale della città; fa parte della VI Circoscrizione.